# Татанір
Татанір (рум. Tatanir) — село у повіті Тулча в Румунії. Входить до складу комуни Кілія-Веке.
Село розташоване на відстані 252 км на північний схід від Бухареста, 26 км на північний схід від Тулчі, 134 км на північ від Констанци, 78 км на схід від Галаца.

## Населення
За даними перепису населення 2002 року у селі проживали 54 особи, з них 53 особи (98,1%) румунів. Рідною мовою 53 особи (98,1%) назвали румунську.